# Masada
Masada (tiếng Hebrew: מצדה metsada, "pháo đài") nguyên là một pháo đài của người Do Thái nằm trong nước Israel, về phía tây nam của Biển Chết. Pháo đài này phần lớn là do vua Herod Đại đế (Herod I) xây dựng trong khoảng thời gian từ năm 40 TCN đến 30 TCN trên một pháo đài nhỏ hơn đã có trước đó nhiều thập niên. Thời đấy pháo đài được xem là bất khả xâm phạm. Nằm trên một vùng đất cao có vách đá thẳng đứng, pháo đài chỉ có ba con đường mòn để đi lên. Về phía đông pháo đài nằm ở độ cao 400 mét so với Biển Chết, về phía tây dốc có độ cao là 100 mét.
Chỉ nhờ vào vị trí và tầm nhìn bao quát, mảnh đất rộng 300 m × 600 m có hình thoi này đã có thể được phòng thủ rất tốt. Vua Herod I cho xây dựng hòn núi này thành một pháo đài: bao bọc lấy vùng đất cao này là một đường hầm công sự chắc chắn với đến gần 40 tháp. Bên trong bức tường thành là nhiều công trình xây dựng như nhà kho, chuồng ngựa, nhà ở và lâu đài, trong đó có Cung điện Bắc có nhiều bậc được xây bằng cách khoét vào vách núi.
Ngoài ra, để có thể phòng thủ được lâu dài trong trường hợp bị vây hãm, trong pháo đài có nhiều kho dự trữ lương thực và 12 bể nước có thể chứa hằng chục ngàn mét khối nước mưa.

## Cuộc vây hãm

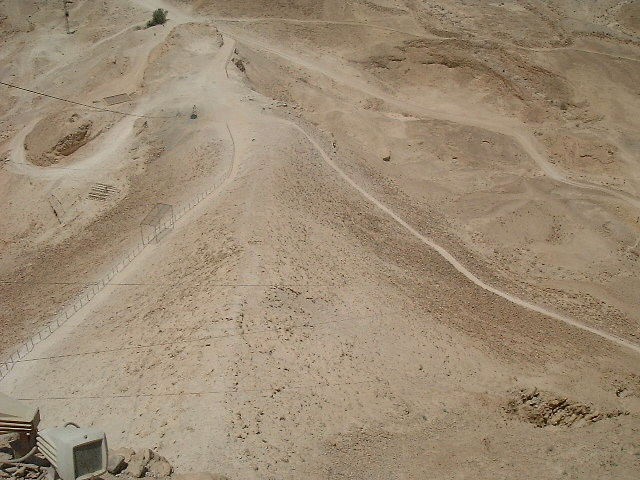
Lũy đất do người La Mã đắp

Vài thập niên sau khi vua Herod chết (năm 4 TCN), pháo đài bị vây hãm lần đầu tiên trong cuộc nổi dậy của người Do Thái chống lại quân đội La Mã chiếm đóng vào khoảng năm 70 sau Công Nguyên. Nhà sử học người La Mã gốc Do Thái Flavius Josephus đã lưu truyền lại câu chuyện vây hãm pháo đài Masada trong tác phẩm "Cuộc chiến tranh Do Thái" của ông. Theo đó, trong thời gian từ năm 70 đến 73, sau khi đền thờ tại Jerusalem bị phá hủy, 973 người của phong trào Zelot đã chống cự lại lực lượng hùng mạnh 15.000 người lính La Mã dưới sự chỉ huy của Flavius Silva trong pháo đài Masada. Đầu tiên, vị tướng lãnh cho xây một bức tường dài hơn 4 km bao bọc chung quanh ngọn núi để chia cắt những người bị vây hãm với bên ngoài và cho dựng tổng cộng đến 8 doanh trại quân sự mà ngày nay di tích vẫn còn trông thấy được. Tiếp theo đó, người La Mã đắp một bệ đất cao đến tận tường thành về phía tây của pháo đài, là nơi thấp hơn. Qua bệ đất này họ đưa nhiều vũ khí phá thành đến gần pháo đài và cuối cùng đã phá được bức thành lũy bảo vệ.
Theo tường thuật của Flavius Josephus, trong hoàn cảnh tuyệt vọng này những người bị vây hãm đã quyết định chết như những người tự do chứ không chịu để người La Mã bắt giữ. Khi quân lính Lã Mã xông vào thành họ chỉ còn tìm thấy hai người phụ nữ và năm trẻ em còn sống. Tất cả những người khác trong pháo đài đã chọn con đường tự sát. Nhờ vào truyền thuyết này Masada đã trở thành biểu tượng cho lòng mong muốn tự do của người Do Thái.

## Masada hiện nay

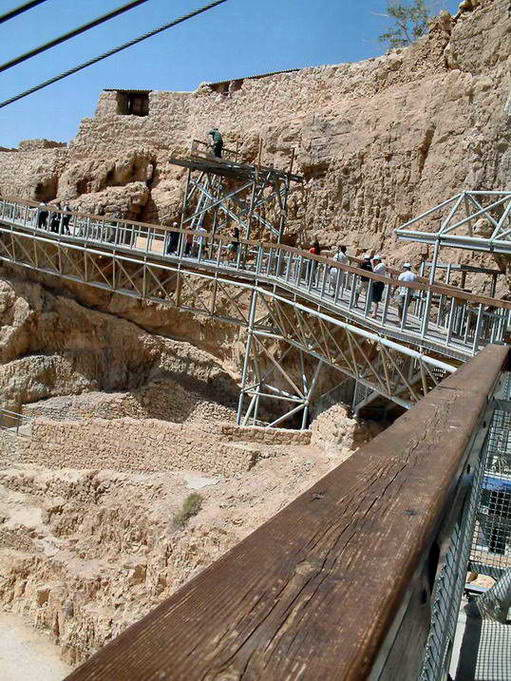
Đường đi lên pháo đài

Sau khi thất thủ, pháo đài Masada bị bỏ hoang, ngoại trừ thời gian một số tu sĩ của Đế quốc Byzantine đã tạm thời cư ngụ tại đấy. Pháo đài bị quên lãng mãi cho đến năm 1838 mới được tái khám phá và sau đấy chủ yếu là được khai quật trong thập niên 1960 dưới sự chỉ huy của Yigael Yadin.
Mặc dù Masada đã bị quên lãng trong một thời gian dài và ngoài ra độ tin cậy từ những tường thuật của Flavius Josephus vẫn còn trong tranh cãi nhưng truyền thuyết này đã có nhiều tác động lớn. Những sự việc xảy ra chung quanh pháo đài Masada có ảnh hưởng lớn đến sự tự nhận thức của quân đội Israel. Cuộc diễn tập cuối cùng trong khóa đào tạo tân binh chấm dứt sau 2 ngày trên pháo đài. Trong lời thề của chiến sĩ, pháo đài đã trở thành biểu tượng cho ý chí tự khẳng định của người Do Thái: "Masada không bao giờ lại thất thủ."
Ngày nay Masada là một điểm đến quan trọng cho khách du lịch viếng thăm Biển Chết, sa mạc Negev và ốc đảo En Gedi gần đó. Năm 2001 Masada được UNESCO công nhận là di sản văn hóa thế giới.

## Media
- [[::Media:Masada.ogg|Panoramic view of Masada]] ([[::Image:Masada.ogg|thông tin]])
  - 
Phim về Madasa here.
- Trục trặc khi xem? Xem hướng dẫn.

### Tiếng Việt
- Pháo đài Masada cổ đại

### Tiếng Anh
- Masada trong Jewish Encyclopedia
- Tác phẩm Cuộc chiến Do Thái của Livius Lưu trữ ngày 27 tháng 4 năm 2010 tại Wayback Machine
- Về độ đáng tin cậy của Josephus
- Di sản văn hóa thế giới Masada

### Tiếng Đức
- Cuộc chiến tranh giành Đất Thánh